# Appendicula carinifera
Appendicula carinifera är en orkidéart som beskrevs av Rudolf Schlechter. Appendicula carinifera ingår i släktet Appendicula och familjen orkidéer. Inga underarter finns listade i Catalogue of Life.